# لرزیدن (ترانه اد شیرن)
«لرزیدن» (انگلیسی: Shivers) ترانه‌ای از خوانندهٔ انگلستانی اد شیرن است. این ترانه در ۱۰ سپتامبر ۲۰۲۱ از طریق آسیلوم رکوردز به عنوان دومین تک‌آهنگ از پنجمین آلبوم استودیویی شیرن با عنوان = (۲۰۲۱) منتشر شد. «لرزیدن» در جایگاه نخست جدول‌های فروش پادشاهی متحده، ایرلند، آلمان و سوئد قرار گرفت.